# 플로잉 헤어 달러

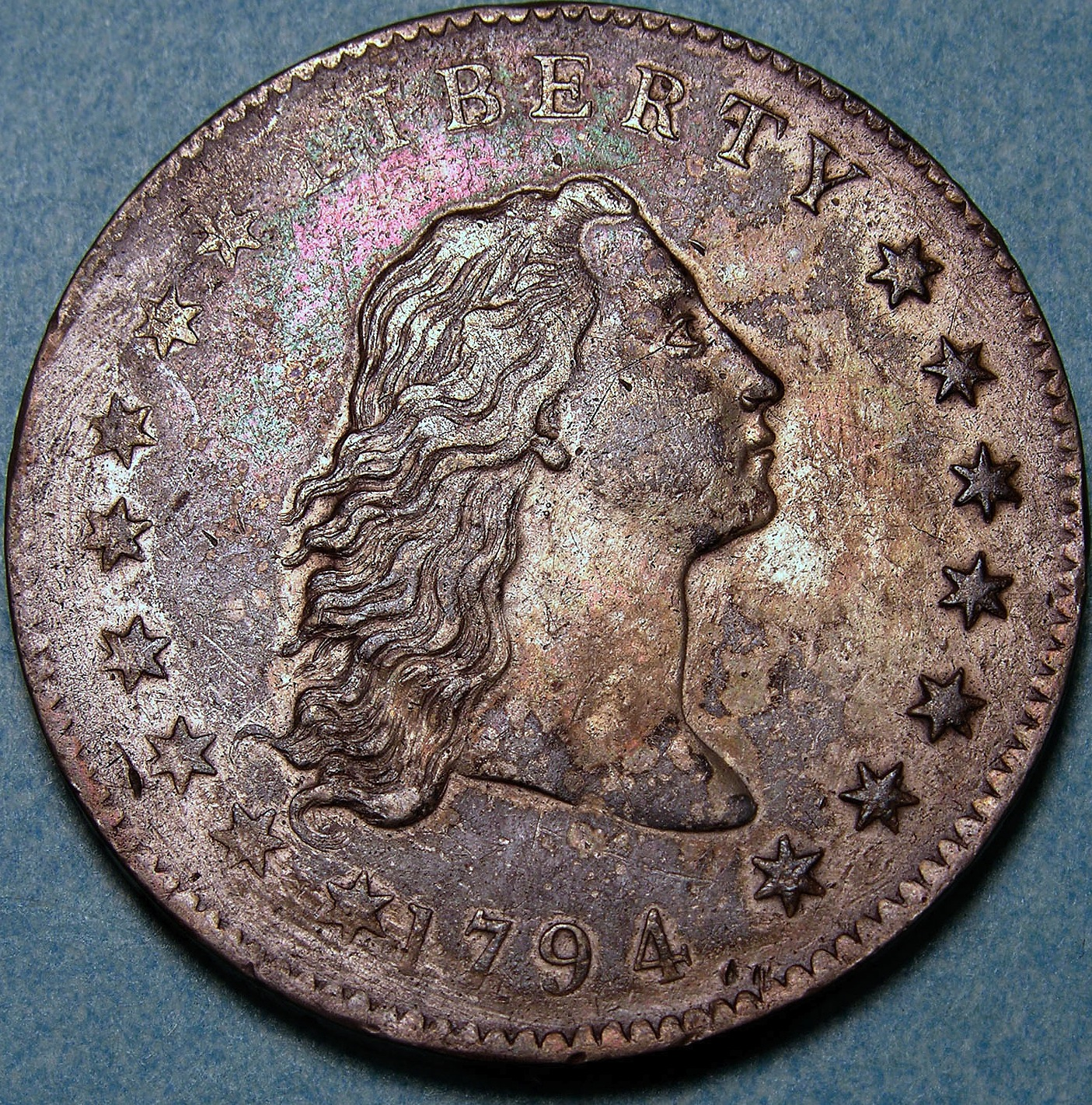
앞면

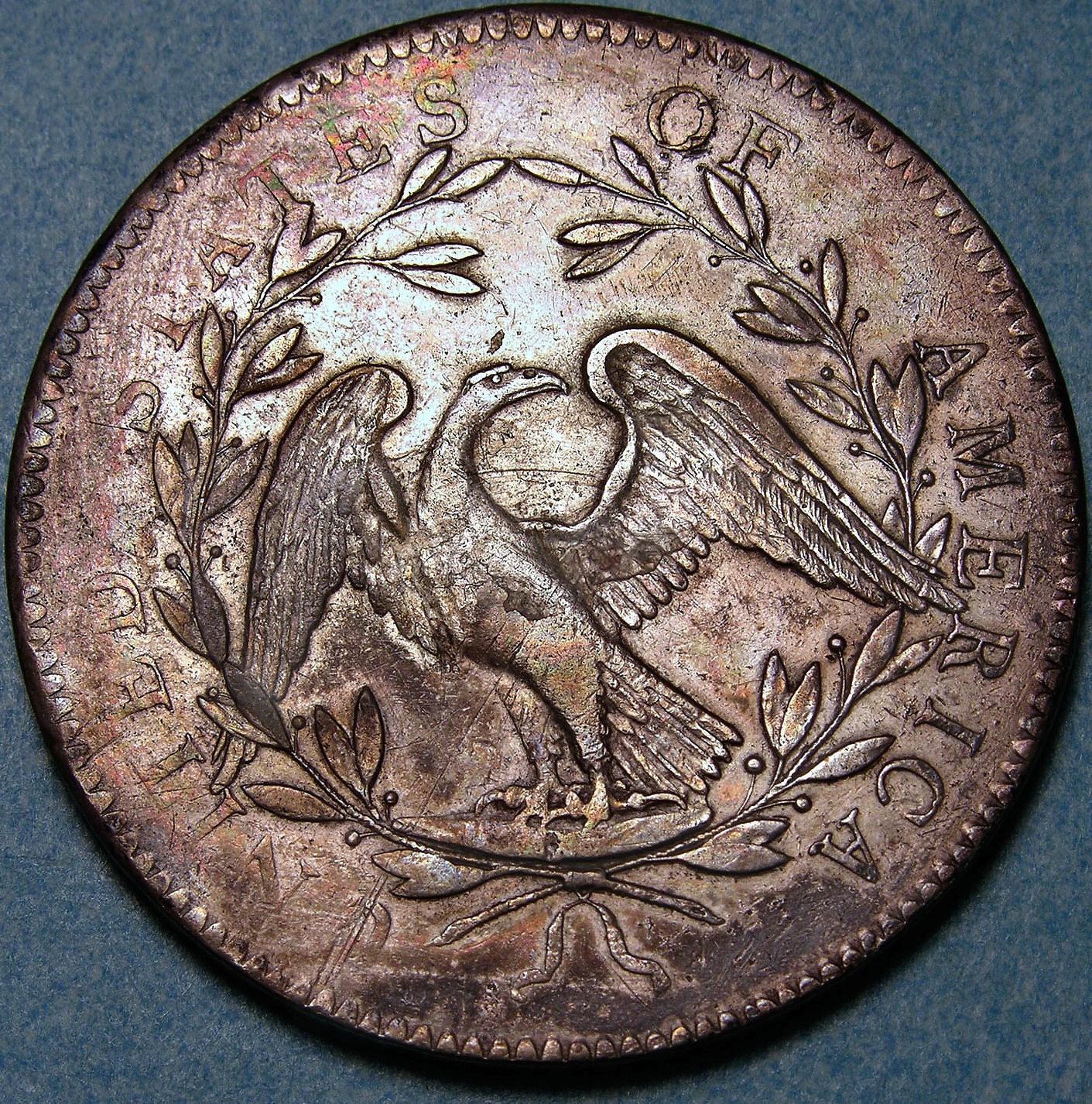
뒷면

플로잉 헤어 달러(Flowing Hair dollar)는 미국 연방 정부가 발행한 최초의 달러 주화였다. 이 주화는 1794년과 1795년에 주조되었다. 그 크기와 무게는 아메리카 전역의 무역에서 인기가 있었던 스페인 달러를 기준으로 했다.
1791년 알렉산더 해밀턴의 연구에 따라 의회는 미국 조폐국 설립을 요구하는 공동 결의안을 통과시켰다. 그해 말, 세 번째 국정연설에서 조지 워싱턴 대통령은 1792년 주화법에 의해 공식적으로 승인된 조폐국을 마련할 것을 의회에 촉구했다. 승인에도 불구하고 은화와 금화는 1794년까지 주조되지 않았다. 로버트 스콧이 디자인한 플로잉 헤어 달러는 처음에 1794년에 생산되었고, 1795년에 다시 생산되었다. 1795년 10월에 디자인은 드레이프트 버스트 달러(Draped Bust dollar)로 대체되었다.